# Giovanni Mantovano

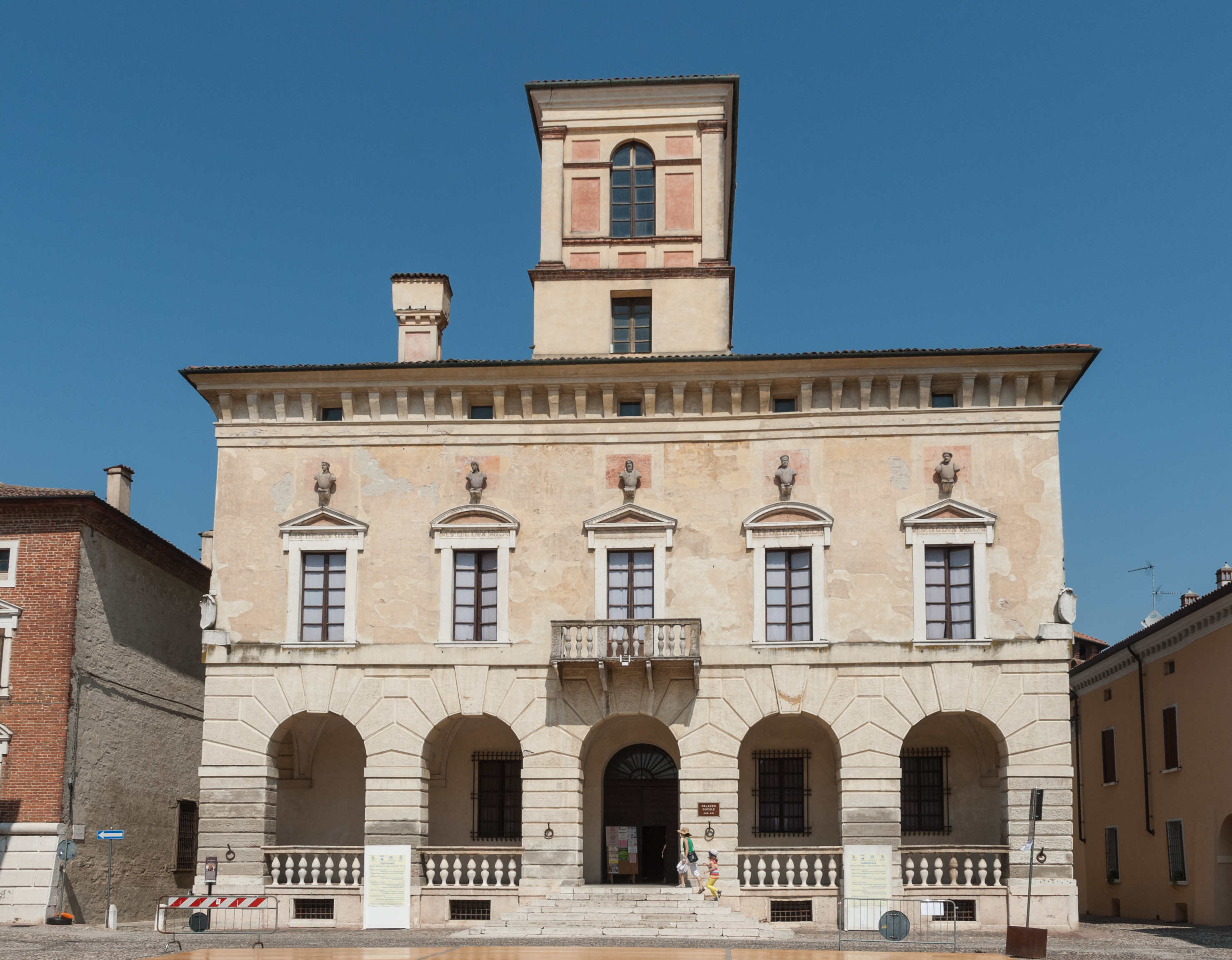
Sabbioneta, Palazzo Ducale

Giovanni Mantovano (XVI secolo) è stato un pittore italiano del Rinascimento, attivo nella seconda metà del Cinquecento.

## Biografia
Il nome del pittore è menzionato nel testamento del duca di Sabbioneta Vespasiano I Gonzaga, per il quale Giovanni Mantovano effettuò importanti lavori nel Palazzo Ducale di Sabbioneta, dei quali però non rimane traccia.